# Luise Eleonore Wreech

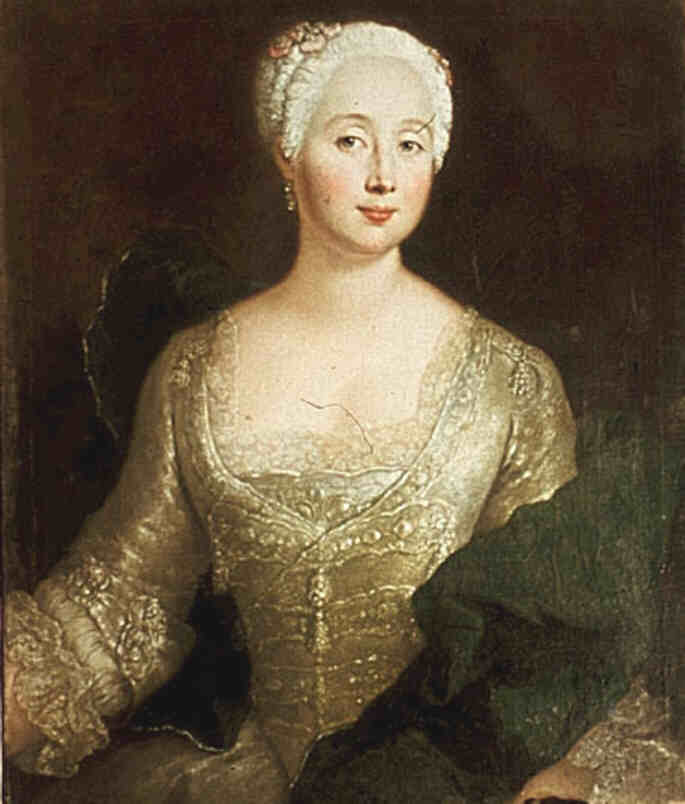
Luise Eleonore von Wreech, nacida von Schöning (1707-1784), en una pintura por Antoine Pesne en 1737.

Luise Eleonore von Wreech (1708 en Tamsel-1784 en Berlín) fue una noble prusiana. Nacida como Luise Eleonore von Schöning, era hija de Johann (Hans) Ludwig Schöning y nieta de Hans Adam von Schöning y heredera del Castillo de Tamsel. Fue la esposa del Coronel Adam Friedrich von Wreech. La pareja tuvo dos hijas, Sophie Friederike y Julie Marie Luise.
Se convirtió en una estrecha amiga del Príncipe de la Corona Federico cuando este permaneció en Tamsel entre agosto de 1731 y febrero de 1732. Ella fue descrita por el Príncipe de la Corona "con una tez como rosas y lirios" y le escribió varios poemas.
En 1737, su retrato fue pintado por el artista de la corte prusiana Antoine Pesne. En la actualidad este retrato cuelga en la residencia de verano de la Princesa Wilhelmine en el Altes Schloss Heremitage en la sala de música, Bayreuth, Alemania.